# مارك ريتشموند
مارك ريتشموند (بالإنجليزية: Mark H. Richmond)‏ هو عالم كيمياء حيوية وعالم أحياء دقيقة بريطاني، ولد في 1 فبراير 1931 في سيدني في أستراليا.